# La Tabla
La Tabla es una localidad española del municipio de Granja de Moreruela, en la provincia de Zamora, comunidad autónoma de Castilla y León.
Fue parte de la «dehesa de Montenegro» que perteneció al monasterio de Sahagún en el siglo X. Fue explotada por el concejo de Villafáfila que la utilizó para pastos y para la obtención de la leña que utilizó en Las Salinas, dado que la sal se obtuvo por evaporación y por ebullición de las mueras con fuego. En el siglo XII, su titularidad pasó a manos del Monasterio de Santa María de Moreruela que la mantuvo hasta la desamortización de Mendizábal. La finca pasó en 1843 a manos de Marcelino Trabadillo, abogado de Villafáfila que residía en Madrid y que facilitó que RENFE construyera una estación de ferrocarril en 1896.

## Historia

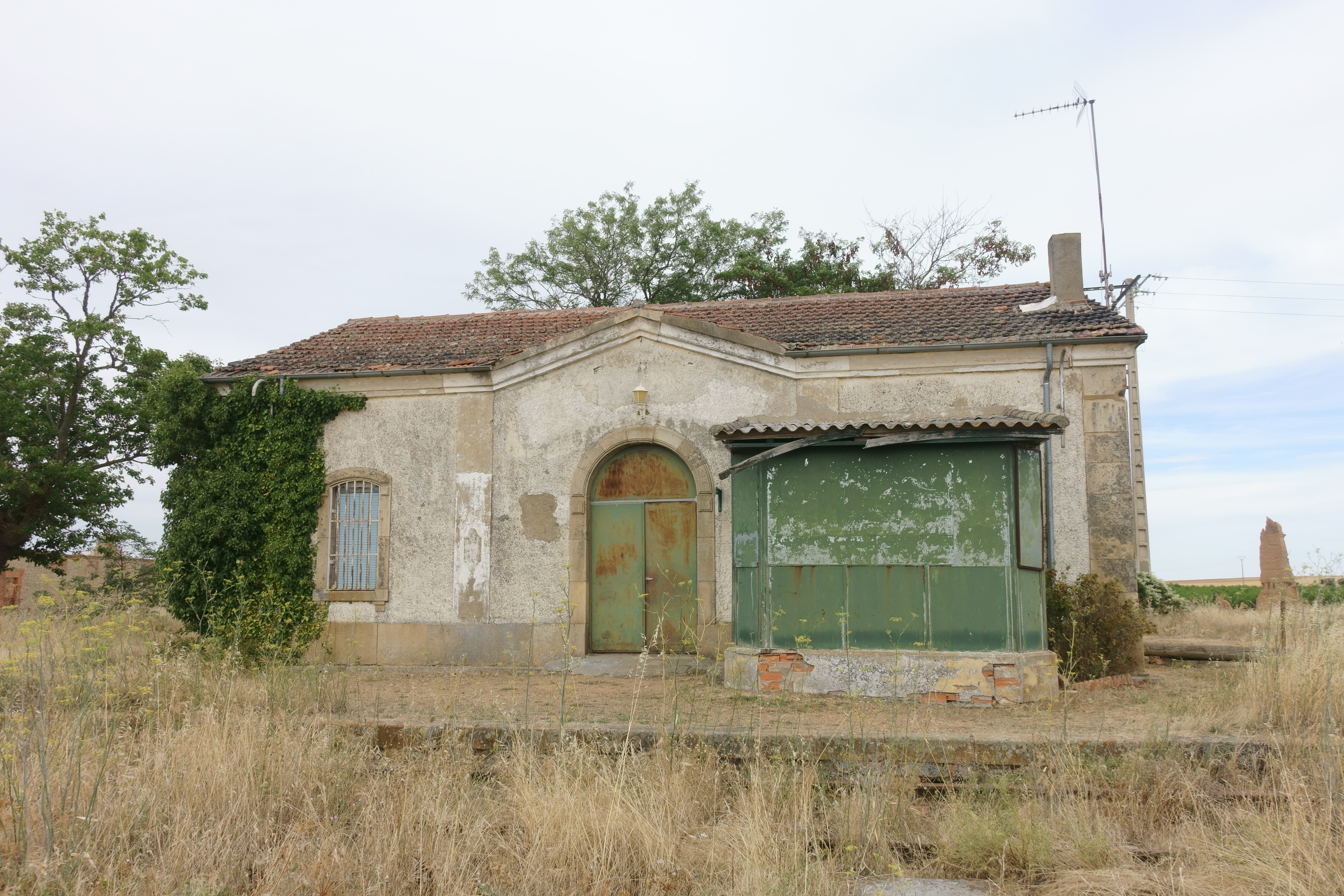
Estación de Granja de Moreruela-Villafáfila en 2021

En 1254 el Monasterio de Sahagún se la cambia al Monasterio de Moreruela por otras propiedades en Prado y Villalpando. Ante este cambio, el concejo de Villafáfila que cree tener derechos sobre dicha dehesa, inicia una serie de pleitos que duraron hasta 1965 en que la parte de La Tabla pasó a ser de Granja de Moreruela. Con la desamortización de Mendizábal en 1843, se pusieron a la venta las posesiones de la iglesia y sus instituciones, y parte de la finca de La Tabla de 880 fanegas las compró abogado de Villafáfila residente en Madrid, Marcelino Trabadillo quien dio facilidades a RENFE para la construcción de la estación en 1896.

## Demografía

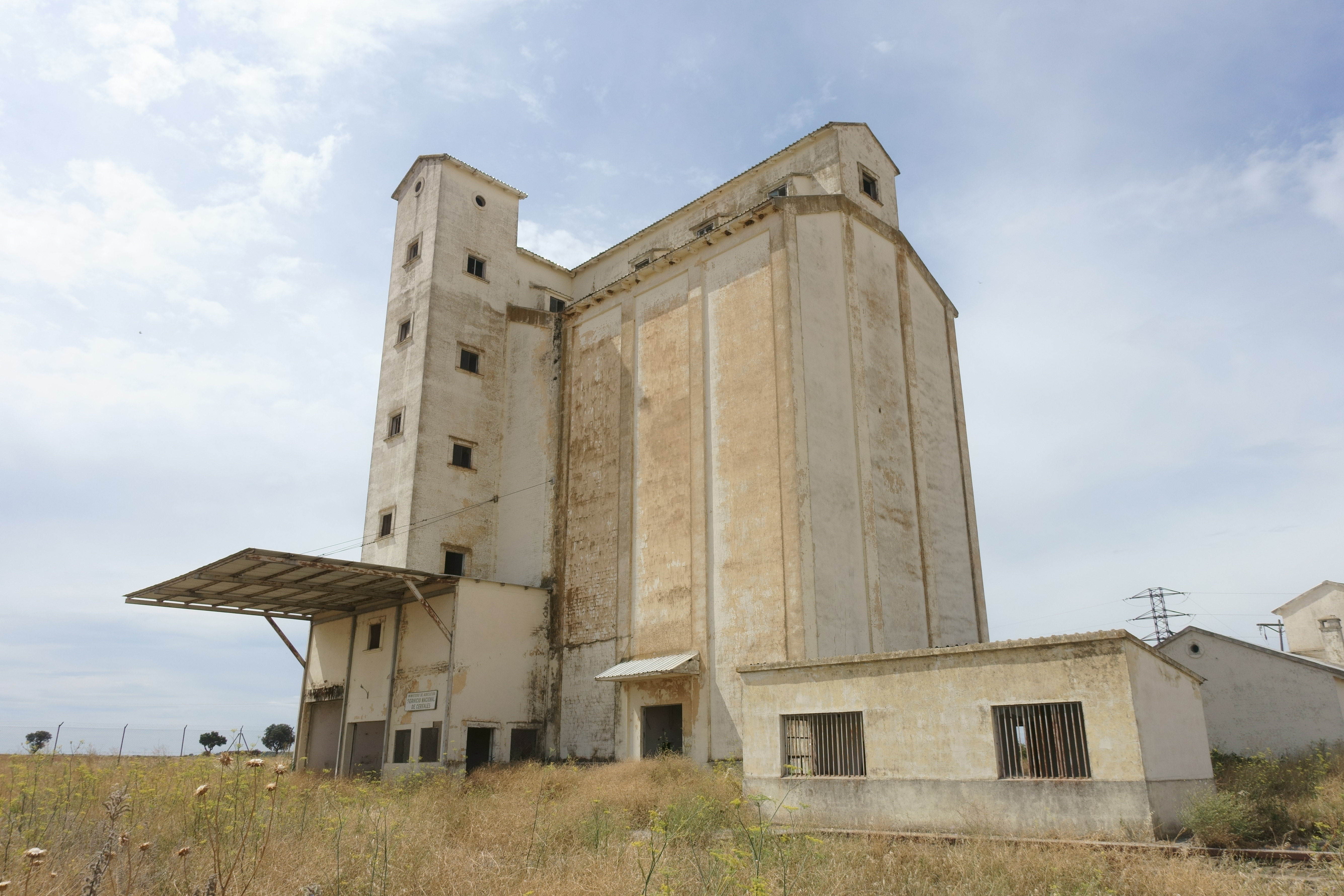
Antiguo silo de cereales

En 1923, Miguel Martínez García (Lesmes S.L.), industrial de Benavente, le compra a la familia Trabadillo la finca de La Tabla y el Priorato del Hoyo con sus aceñas en Bretó. Reforma las aceñas, y construye una central  hidroeléctrica para dar servicio de luz eléctrica a los pueblos de la zona. En 1939, solicita la construcción de una línea de alta tensión, que partiendo de Santovenia, termine en una fábrica de harinas en La Tabla. La fábrica de harinas molía 15 000 kilos diarios. Hacia 1962 la compraron los hermanos Fernández Becares de Bretó de  la Ribera, dándola de baja en 1974.  En 1938, se suprimen los almacenes que el Servicio Nacional del Trigo tenía en Tábara y Villafáfila y entra en servicio el almacén de La Tabla. El silo se construye entre los años 1950-60. Por estos años en La Tabla se establecieron almacenes de materiales de construcción, abonos minerales, licores y carbón donde se abastecían los pueblos del entorno. 
Aunque no hay datos estadísticos de 1960 donde estaría el pico más alto de población, a la escuela de niños acudían diariamente más de 20 alumnos. En 1970 había empadronados 8 familias y 37 habitantes, en 1980 eran 4 familias y 21 habitantes. El último en vivir continuamente en La Tabla fue Ignacio Gallego Carbajo, trabajador del silo, que al jubilarse en 1995 se fue a vivir a Zamora aunque su familia sigue conservando la casa y empadronada allí.
A partir de los años 1965-80 fueron cerrando los negocios y en el mes de octubre de 1984, el gobierno aprueba el cierre de varias líneas de ferrocarril por deficitarias, entre ellas están de Salamanca a Astorga, y el 1 de enero de 1985 dejaron de funcionar los trenes por ella.